# 星宮神社 (佐野市)
星宮神社（ほしのみやじんじゃ）は、栃木県佐野市大蔵町にある神社である。旧社格は村社。銅造の鳥居（明神鳥居）が佐野市の文化財に指定されている。

## 来歴
- 久安年中（1145-50年） - 「天孫星宮慈照大明神」として創建
- 延宝4年（1677年） - 当時佐野の領主であった井伊直澄の遺産150両と氏子などからの奉賀金を集めて社殿を再建する

## 境内社
- 機殿神社
- 浅間神社
- 厳島神社
- 雷電神社
- 高札稲荷神社
- 庚申宮

## 祭典
- 1月1日 - 歳誕祭
- 2月3日 - 節分祭
- 4月25日 - 例祭
- 5月5日 - 雷電講社祭
- 6月1日 - 浅間祭
- 6月10日 - 弁財天例祭
- 6月30日 - 大祓式
- 7月23日～25日 - 夏祭
- 8月7日 - 機神祭（七夕）
- 11月15日 - 七五三祭
- 11月23日 - 新穀感謝祭
- 12月31日 - 大祓式
- 毎月25日 - 月次祭
- 旧暦2月2の午 - 稲荷祭

## アクセス
- JR両毛線・東武佐野線佐野駅南口より西方へ徒歩10分ほど